# Gustav Ferl

Gustav Ferl

Gustav Ferl (* 23. Dezember 1890 in Magdeburg-Ottersleben; † 25. April 1970 in Bremen) war ein sozialdemokratischer Politiker.

## Leben und Wirken
Sein Vater war Landarbeiter und Ferl machte nach der Volksschule eine Lehre als Tischler. Bis 1919 arbeitete er im erlernten Beruf als Geselle. Ab 1905 war er aktiv in der Arbeitersportbewegung und hatte dort zahlreiche Funktionen inne. So war er 1924 Vorstandsmitglied des Landessportkartells für Sachsen-Anhalt und Kreiskassierer des Arbeiter-Turn- und Sportbundes.
Ab 1919 arbeitete Ferl hauptberuflich als sozialdemokratischer Parteisekretär in Magdeburg. Von 1922 bis 1933 war er Bezirksparteisekretär für Sachsen-Anhalt. Außerdem war er Mitglied im zentralen Parteiausschuss.
Von 1919 bis 1924 war Ferl Gemeindevertreter, bis 1929 Mitglied im Kreistag sowie des Kreisausschusses des Kreises Wanzleben. Von 1925 bis 1933 vertrat er den Wahlkreis 10 im Reichstag. Außerdem war er 1924 und 1925 Mitglied des preußischen Landtages.
In der Endphase der Weimarer Republik war er 1932 und 1933 kommissarischer zweiter Bundesführer des Reichsbanner Schwarz-Rot-Gold. Nach dem Beginn der nationalsozialistischen Herrschaft ging Ferl, zusammen mit Marie Arning, zuerst nach Belgien ins Exil. Dort engagierte er sich für die Exilpartei Sopade. Ferl war einer der Grenzsekretäre, die für das Einschmuggeln von illegalen sozialdemokratischen Schriften zuständig waren. Er hatte unter anderem Kontakt zur Widerstandsgruppe der Brotfabrik Germania. Auch war er im Juli 1936 an einem Gespräch der Sopade mit Vertretern der KPD (unter diesen auch Walter Ulbricht) beteiligt, um eine Zusammenarbeit beider Parteien auszuloten. Später ging Ferl nach Frankreich und wurde dort von 1939 bis 1941 im Camp de Gurs interniert. Nach seiner Freilassung ging Ferl in die USA. Auch dort blieb er der Sozialdemokratie verbunden und verfasste 1947 mit anderen ehemaligen Reichstagsabgeordneten einen Brief an die amerikanische Regierung, in dem sie sich für Veränderungen der Besatzungspolitik einsetzten. In Amerika lebte Ferl bis zu seiner Rückkehr nach Deutschland im Jahr 1958.